# 세르게이 마카로프 (육상 선수)
세르게이 알렉산드로비치 마카로프(러시아어: Сергѐй Александрович Макаров, 1973년 3월 19일 ~ )는 러시아의 육상 선수이다.
스포츠 가족에서 태어난 마카로프의 아버지 알렉산드르 마카로프는 1980년 하계 올림픽 창던지기에서 은메달을 획득했다.
마카로프는 2003년이 되고 나서야 주요 대회에서 우승했다. 그는 30세때 세계 챔피언이 되었다.
그는 여자 창던지기 러시아 기록 보유자 옥사나 오프치니코바와 결혼했다.